# Tony Rominger
Tony Rominger est un coureur cycliste suisse né le 27 mars 1961 à Vejle, (Danemark). Il fait ses débuts professionnels en 1986 au sein de l'équipe suisse Cilo-Aufina. Il termina sa carrière en 1997 dans l'équipe française Cofidis.

## Biographie

### Carrière professionnelle

#### Un débutant à maturité
Passé professionnel relativement tard, à 25 ans, dans la modeste équipe suisse Cilo-Aufina, Tony Rominger connaît des débuts discrets. Sa seconde année chez Supermercati Brianzoli le voit décrocher quelques places d'honneur dans des semi-classiques italiennes (troisième de Milan-Turin et du Tour du Trentin).
À 27 ans, Rominger rejoint l'équipe Château d'Ax, une formation plus solide où il prend une nouvelle dimension en s'illustrant dans les épreuves majeures du calendrier italien sans toutefois remporter de grande victoire. Un succès d'étape au Tour d'Italie 1988 et peut-être plus encore sa deuxième place dans le dernier contre-la-montre du Tour de France 1988 permettent à Rominger de parvenir au statut de coureur de talent.
Tony Rominger exploite à partir de 1989 ses qualités en s'exprimant aussi bien dans les classiques italiennes que les courses d'une semaine où il se montre efficace. Ainsi, il est présent du début de saison (victoire dans Tirreno-Adriatico) jusqu'à la fin où il décroche la première grande victoire de sa carrière au Tour de Lombardie, mais il fait l'impasse sur le Tour de France. Il gagne à nouveau Tirreno-Adriatico en 1990, réalise un Tour de France 1990 médiocre, handicapé par des aptitudes limitées en haute montagne et un rôle d'équipier au service de Gianni Bugno, mais sa régularité sur l'ensemble des classiques de la saison lui vaut la deuxième place au classement final de la Coupe du Monde.
En 1991, il signe un contrat d'un an dans l'équipe française Toshiba et continue sur le même registre. Pour les besoins du sponsor, il se consacre au calendrier français et s'impose dans Paris-Nice devant son jeune coéquipier de 23 ans Laurent Jalabert, puis au Tour de Romandie chez lui en Suisse et, à l'automne, au Grand Prix des Nations. La trentaine passée, Rominger est alors un redoutable rouleur capable d'épingler de belles courses par étapes, en dehors des grands tours.

#### Vers les sommets
Ayant le souci de bien faire fructifier son rendement, il quitte Toshiba fin 1991 et rejoint l'Espagne au sein de l'équipe Clas. Et, en 1992, à 31 ans, Rominger devient un tout autre coureur. Il franchit désormais très bien la haute montagne, en emmenant de grands braquets, ce qui élève ses ambitions. Il se consacre majoritairement aux courses du calendrier espagnol pour satisfaire son employeur et réalise pratiquement la saison parfaite puisqu'il gagne le Tour d'Espagne et le Tour du Pays basque. Grand favori du championnat du monde à Benidorm en Espagne, il échoue malgré une attaque, révélant ainsi une certaine faiblesse tactique[réf. nécessaire] que sa force ne compense pas toujours. Ses performances lui permettent de terminer la saison au deuxième rang du classement FICP derrière Miguel Indurain
En 1993, après s'être à nouveau imposé dans la Vuelta, il s'aligne au départ du Tour de France avec l'intention de vaincre Miguel Indurain. Pénalisé en début d'épreuve par la prestation de sa formation dans le contre-la-montre par équipe, il gagne les deux grandes étapes des Alpes en empruntant à Indurain sa recette : assurer un train régulier et asphyxiant sur les ascensions. Pourtant favorisé en fin d'épreuve par des mauvaises conditions météorologiques, il ne parvient pas à déposséder Indurain du maillot jaune. Il termine le Tour avec trois victoires d'étapes (il s'impose dans le contre-la-montre final), le maillot à pois et une deuxième place finale à Paris.
Il s'adjuge en 1994 une troisième victoire consécutive historique dans la Vuelta et concentre à nouveau ses ambitions sur le Tour de France. Troisième du prologue juste derrière Indurain puis limitant les dégâts dans le contre-la-montre par équipe où la Clas-Mapei prend la cinquième place, on se dit alors que le duel sera plus équitable qu'en 1993. Rominger perd pourtant deux minutes dans le grand contre-la-montre face à Indurain. Alors deuxième du classement général, Rominger perd du temps dans les Pyrénées. Épuisé, malade, déshydraté, il abandonne avant les Alpes. Il sauve sa fin de saison en battant par deux fois le record du monde de l'heure avec 53,832 km le 22 octobre puis 55,291 km le 5 novembre (cette dernière performance étant entachée de suspicion, car réalisée avec l'aide du docteur Michele Ferrari). C'est la saison qui le voit devenir n°1 mondial.

#### L'âge du déclin

##### 1995: victoire sur leGiro
En février 1995, il est confronté sur la piste à Chris Boardman à Manchester, mais perd la poursuite pour 2 secondes. Il attribue sa défaite au manque d'entraînement, qu'il n'a repris que depuis trois semaines. Il attribue aux même causes son abandon au Critérium international. En avril, il termine troisième du Tour du Pays basque, puis remporte une étape du Tour du Trentin à Arco. Début mai, il remporte le prologue du Tour de Romandie, perd le maillot jaune au profit de Piotr Ugrumov dans la première étape, et le reprend en attaquant dans la 3e étape à cinq kilomètres de l'arrivée. Une troisième victoire d'étape lors du contre-la-montre de la 4e étape b lui permet de remporter le classement général avec 2 min 33 s d'avance sur Ugrumov et Francesco Casagrande. Il déclare alors : « tout s'est passé comme prévu. Je suis au meilleur de ma forme. Dans cette forme, sauf accident, je remporterai le Tour d'Italie. » Quelques semaines plus tard, à 34 ans, il remporte effectivement le Tour d'Italie pour la première fois. Rominger prépare le Tour de France en participant au Tour de Suisse : il termine deuxième du prologue, mais une fièvre le contraint à l'abandon lors de la sixième étape. 
Lors du Tour de France, Rominger termine 30e d'un prologue disputé sous la pluie, cinq secondes devant Indurain, puis Mapei termine quatrième du contre-la-montre par équipes à 34 secondes de Banesto. Il perd cinquante secondes supplémentaires sur Indurain à Liège, puis 58 nouvelles lors du contre-la-montre de la 8e étape, où il prend la troisième place. Rominger aborde ainsi les Alpes en cinquième position, avec 2 min 32 s de retard sur Indurain. Septième à La Plagne, douzième à L'Alpe d'Huez, il sort des Alpes à la quatrième place du classement général, mais avec plus de huit minutes de retard sur Indurain, près de six sur Alex Zülle et plus de deux sur Bjarne Riis. Il perd deux places au classement général à l'issue de l'offensive de Laurent Jalabert et Melchior Mauri sur la route de Mende. Dans les Pyrénées, il termine 17e à Guzet-Neige et douzième à Cauterets et rétrograde à la onzième place du classement général. Sa troisième place lors du contre-la-montre du Lac de Vassivière lui permet de prendre la huitième place au classement général final, sa plus mauvaise place finale sur un grand tour depuis 1990, avec près de 17 minutes de retard sur Indurain. 
Après le Tour, renonçant à ses projets de record de l'heure et à défendre son titre sur le Tour d'Espagne, Rominger participe à plusieurs critériums puis se prépare pour les championnats du monde en Colombie. Il effectue son retour au Grand Prix Eddy Merckx, un contre-la-montre dont il prend la troisième place, puis remporte avec Andrea Chiurato le Grand Prix Telekom, un contre-la-montre par paires. 
Il termine la saison à la deuxième place du classement mondial, dépassé par Laurent Jalabert après avoir été classé numéro un mondial de juin 1994 à septembre 1995.

##### 1996-1997: fin de carrière
Il échoue à nouveau sur le Tour en 1996 où il ne se classe que 10e. Sur le Tour d'Espagne, il termine 3e (derrière ses compatriotes Alex Zülle et Laurent Dufaux) en remportant deux étapes et gagne le classement de la montagne. De même, il termine 3e du contre-la-montre des championnats du monde à Lugano.
En 1997, Il rejoint la nouvelle équipe française Cofidis, où signe également Lance Armstrong (qui se voit diagnostiquer un cancer peu après). Au Tour de France, il conseille ses coéquipiers : dans son livre Prisonnier du dopage, Philippe Gaumont explique avoir perdu du temps dès le début de la course, « bloqué par les hormones [de croissance] » que lui a recommandé, en trop forte dose, son leader Tony Rominger : « je faisais de la rétention d'eau et j'étais gonflé comme un ballon de baudruche, avec trois bons kilos en trop. Mes jambes n'avaient plus de force ». Puis, fait de course, Tony Rominger chute et abandonne. Il met un terme à sa carrière cette même année.
Tony Rominger totalise 115 victoires dans sa carrière professionnelle, dont 3 Tours d'Espagne (1992, 1993 et 1994) et un Tour d'Italie (1995). Avec six succès, Rominger détient le record de victoires en contre-la-montre individuel sur le Tour d'Espagne à égalité avec Alex Zülle et Abraham Olano.

### Carrière d'agent de coureurs
Tony Rominger est actuellement agent de cyclistes. Il a travaillé notamment pour Alberto Contador, Alexandre Vinokourov et Andreas Klöden pour le compte de l'équipe Astana.

## Palmarès

### Palmarès année par année
| - 1984 - Prologue et 1re étape de la Cinturón a Mallorca - 1985 - 2e du Tour de Suisse orientale - 1986 - 5e du Grand Prix des Nations - 1987 - Tour de Calabre - 3e de Tirreno-Adriatico - 3e du Tour du Trentin - 3e de Milan-Turin - 9e du Grand Prix des Nations - 1988 - 5e étape du Tour méditerranéen (contre-la-montre) - 2e étape du Tour du Trentin - Prologue du Tour de Romandie - 13e étape du Tour d'Italie - 5e épreuve du Trofeo dello Scalatore - Tour d'Émilie - Florence-Pistoia - 2e de Tirreno-Adriatico - 2e du Tour du Trentin - 2e du Tour de Romandie - 2e du Tour du Latium - 3e du Championnat de Zurich - 5e du Tour de Lombardie - 1989 - Tour méditerranéen : - Classement général - 4eb étape (contre-la-montre) - Classement général de Tirreno-Adriatico - 3e étape du Tour de Calabre - Florence-Pistoia - Tour de Lombardie - 2e de la Coupe du monde - 3e de la Classique de Saint-Sébastien - 3e de Milan-Turin - 5e du Tour de Catalogne - 6e du Tour de Romandie - 6e du Grand Prix des Nations - 7e du Championnat de Zurich - 1990 - 4e étape du Tour méditerranéen (contre-la-montre) - Tirreno-Adriatico : - Classement général - 2e étape - 3e étape du Critérium du Dauphiné libéré - Coire-Arosa - 2e du Tour méditerranéen - 2e de la Semaine catalane - 2e de Subida a Urkiola - 2e de la Finale de la Coupe du monde (contre-la-montre) - 3e du championnat de Suisse sur route - 3e du Grand Prix des Nations - 4e du Critérium du Dauphiné libéré - 4e de la Classique de Saint-Sébastien - 1991 - Paris-Nice : - Classement général - Prologue, 6e et 8e (contre-la-montre) étapes - Tour de Romandie : - Classement général - 2e et 4eb (contre-la-montre) étapes - 8e étape du Critérium du Dauphiné libéré (contre-la-montre) - Grand Prix des Nations (Finale de la Coupe du Monde) - Trophée Baracchi - Florence-Pistoia - 2e du Tour méditerranéen - 2e de Milan-Turin - 3e du Critérium du Dauphiné libéré - 6e du Grand Prix des Amériques - 1992 - Prologue et 6e étape de Paris-Nice - Tour du Pays basque : - Classement général - 2e et 5eb (contre-la-montre) étapes - Tour d'Espagne : - Classement général - 19e (contre-la-montre) et 20e étapes - 1re étape du Tour des Asturies - 6e étape du Tour de Catalogne - Subida al Naranco - Grand Prix Telekom (avec Dominik Krieger) - Tour de Lombardie - Trophée Luis Ocaña (es) - 2e étape de la Course de Côte de Montjuïc - Florence-Pistoia - 2e de Paris-Nice - 2e du Tour de Catalogne - 2e du Grand Prix des Nations - 2e du Tour des Asturies - 2e de la Finale de la Coupe du Monde - 2e de la Coupe du monde - 2e de la Course de Côte de Montjuïc - 2e du classement FICP - 3e de Milan-Turin - 4e du championnat du monde sur route - 5e de Liège-Bastogne-Liège | - 1993 - 2e étape du Critérium international - Tour du Pays basque : - Classement général - 1re, 4e et 5eb (contre-la-montre) étapes - Tour d'Espagne : - Classement général - Classement par points - Classement de la montagne - 10e, 13e et 18e étapes - Tour de France : - Classement de la montagne - 10e, 11e et 19e (contre-la-montre) étapes - Subida a Urkiola - 2e du Critérium international - 2e de Liège-Bastogne-Liège - 2e du Tour de France - 2e du classement UCI - 8e de Paris-Nice - 1994 - 1er au classement UCI - Paris-Nice : - Classement général - 8eb étape (contre-la-montre) - Tour du Pays basque : - Classement général - 3e et 5eb (contre-la-montre) étapes - Tour d'Espagne : - Classement général - Prologue, 5e, 7e (contre-la-montre), 10e, 13e et 19e (contre-la-montre) étapes - Grand Prix Eddy Merckx - GP Telekom (avec Jens Lehmann) - Grand Prix des Nations - Memorial Joseph Vögeli - Course de côte de Montjuïc : - Classement général - Contre-la-montre et course en ligne - 2e du Critérium international - 3e du Tour de la Communauté valencienne - 6e de Liège-Bastogne-Liège - 1995 - 4e étape du Tour du Pays basque - 3e étape du Tour du Trentin - Tour de Romandie : - Classement général - Prologue, 3e et 4e (contre-la-montre) étapes - Tour d'Italie : - Classement général - Classement par points - Classement intergiro - 2e (contre-la-montre), 4e (contre-la-montre), 10e, et 17e (contre-la-montre) étapes - GP Telekom (avec Andrea Chiurato) - 2e du Mémorial Joseph Vögeli - 2e du classement UCI - 3e du Tour du Pays basque - 3e du Grand Prix Eddy Merckx - 8e du Tour de France - 1996 - Tour de Burgos - Classement général - 2e et 4e (contre-la-montre) étapes - Tour d'Espagne : - Classement de la montagne - 10e (contre-la-montre) et 21e (contre-la-montre) étapes - À travers Lausanne : - Classement général - Épreuve en ligne et épreuve contre-la-montre - 2e du Critérium du Dauphiné libéré - 3e du Tour DuPont - 3e du Tour d'Espagne - 3e du championnat du monde du contre-la-montre - 5e des Jeux olympiques sur route - 9e du championnat du monde sur route - 10e du Tour de France - 1997 - 2e du Chrono des Herbiers - 3e du Circuit de la Sarthe - 4e du championnat du monde du contre-la-montre |

#### Courses par étapes
Le tableau suivant présente les résultats de Tony Rominger lors des principales courses à étapes d'une semaine.
| Année | Paris- Nice | Tirreno- Adriatico | Tour de Catalogne | Tour du Pays basque | Tour de Romandie | Critérium du Dauphiné |
| ----- | ----------- | ------------------ | ----------------- | ------------------- | ---------------- | --------------------- |
| 1987  | -           | 3e                 | -                 | -                   | -                | -                     |
| 1988  | -           | 2e                 | -                 | -                   | 2e               | -                     |
| 1989  | -           | Vainqueur          | -                 | -                   | -                | -                     |
| 1990  | -           | Vainqueur          | -                 | -                   | -                | 4e                    |
| 1991  | Vainqueur   | -                  | -                 | 63e                 | Vainqueur        | 3e                    |
| 1992  | 2e          | -                  | 2e                | Vainqueur           | -                | -                     |
| 1993  | 8e          | -                  | -                 | Vainqueur           | -                | -                     |
| 1994  | Vainqueur   | -                  | -                 | Vainqueur           | -                | -                     |
| 1995  | -           | -                  | -                 | 3e                  | Vainqueur        | -                     |
| 1996  | -           | -                  | -                 | 49e                 | -                | 2e                    |
| 1997  | 35e         | -                  | -                 | -                   | -                | -                     |

### Résultats sur les grands tours

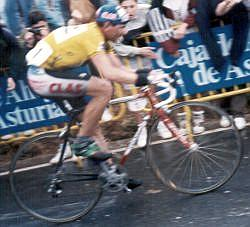
Tony Rominger lors du Tour d'Espagne 1993

#### Tour de France
7 participations.
- 1988 : 68e du classement général.
- 1990 : 57e du classement général.
- 1993 : 2e du classement général,  classement de la montagne, vainqueur des 10e, 11e et 19e (contre-la-montre) étapes.
- 1994 : abandon lors de la 13e étape.
- 1995 : 8e du classement général.
- 1996 : 10e du classement général.
- 1997 : abandon lors de la 3e étape.

#### Tour d'Espagne
6 participations.
- 1990 : 16e du classement général.
- 1992 :  Vainqueur du classement général, vainqueur des 19e (contre-la-montre) et 20e étapes,  maillot amarillo pendant 3 jours.
- 1993 :  Vainqueur du classement général,  vainqueur du classement par points,  vainqueur du classement de la montagne, vainqueur des 10e, 13e et 18e étapes,  maillot amarillo pendant 8 jours.
- 1994 :  Vainqueur du classement général, vainqueur du prologue, 5e, 7e (contre-la-montre), 10e, 13e et 19e (contre-la-montre) étapes,  maillot amarillo pendant 21 jours.
- 1996 : 3e du classement général,  vainqueur du classement de la montagne, vainqueur des 10e (contre-la-montre) et 21e (contre-la-montre) étapes.
- 1997 : 38e du classement général.

#### Tour d'Italie
5 participations.
- 1986 : 97e du classement général.
- 1987 : abandon (non partant 18e étape).
- 1988 : 44e du classement général, vainqueur de la 13e étape.
- 1989 : abandon lors de la 14e étape.
- 1995 :  Vainqueur du classement général,  vainqueur du classement par points,  vainqueur du classement intergiro, vainqueur des 2e (contre-la-montre), 4e (contre-la-montre), 10e, et 17e (contre-la-montre) étapes,  maillot rose pendant 21 jours.

### Records
- Record du monde de l'heure : 53,832 km (22/10/1994)
- Record du monde de l'heure : 55,281 km (05/11/1994)

## Distinctions
- Vélo d'or : 1994
- Mendrisio d'or : 1989 et 1994